# Compagnia genovese delle Indie orientali
La Compagnia genovese delle Indie orientali, detta anche "compagnia di Negotio", è stata una compagnia commerciale della Repubblica di Genova, fondata nel 1647.

## Contesto storico
Nel Cinquecento, la città ligure era segnata da una lunga tradizione di conflitti interni, soprattutto tra fazioni nobiliari. Le originarie contrapposizioni ideologiche tra Guelfi e Ghibellini avevano ormai perso ogni rilevanza, sopravvivendo come semplici divisioni tra grandi famiglie patrizie in lotta per il potere. Accanto a queste, si era affermata una distinzione tra le famiglie dell'antica aristocrazia, i cosiddetti Nobili (Doria, Grimaldi, Fieschi e Spinola, di origine feudale), e i Popolari, appartenenti alla ricca borghesia cittadina, in parte ascesa ai vertici del potere grazie al successo economico.
A livello internazionale, la Repubblica genovese si dichiarava formalmente neutrale, tuttavia i solidi rapporti instaurati da Andrea Doria con la Spagna garantirono un'intesa duratura tra le due potenze. Dal punto di vista spagnolo, l’alleanza con Genova era strategica: consentiva l’accesso al capitale bancario e alle competenze navali dei genovesi, e soprattutto garantiva un corridoio logistico essenziale. La città ligure, infatti, fungeva da snodo cruciale per il transito di truppe, risorse finanziarie e informazioni tra i territori settentrionali della monarchia (come Milano e le Fiandre) e l’area mediterranea, collegando così il cuore dell’Europa con la penisola iberica e l’Italia meridionale.
Le lotte intestine culminarono in un punto di svolta nel 1575, quando i Nuovi — ovvero le famiglie recentemente nobilitate, della fazione dei Popolari — presero il controllo delle istituzioni repubblicane, estromettendo i Vecchi. Questo scontro provocò tensioni gravissime e violenze che solo un compromesso, sancito dalle Leggi di Casale del 1576, riuscì momentaneamente a pacificare. Le nuove norme stabilirono una rigida alternanza fra i due gruppi nella distribuzione delle cariche pubbliche, ma nella pratica il potere si concentrò sempre più in una ristretta élite oligarchica.
La struttura istituzionale della Repubblica si era da tempo irrigidita. Il Dogato, istituito nel 1339, prevedeva l’elezione di un doge con mandato biennale, affiancato da una complessa rete di consigli e magistrature. Tuttavia, la sostanza della vita politica era dominata da una manciata di famiglie aristocratiche che costituivano l’oligarchia di governo, spesso divisa da rivalità personali più che da contrapposizioni ideologiche. Le decisioni cruciali erano influenzate dalle logiche clientelari degli alberghi, le grandi consorterie familiari allargate, che determinavano gli equilibri interni della nobiltà.
Dal punto di vista economico, Genova viveva una fase di prosperità finanziaria, grazie al suo ruolo di piazza bancaria internazionale. A partire dalla metà del Cinquecento, molti patrizi genovesi, privi di interessi manifatturieri o agricoli, investirono nel settore creditizio, stringendo stretti rapporti con la monarchia spagnola. La Repubblica divenne un pilastro finanziario del sistema imperiale spagnolo, attraverso l’acquisto di titoli del debito pubblico e soprattutto mediante la gestione degli asientos, ovvero i contratti per il trasferimento di denaro e risorse all’esercito spagnolo. Inoltre, la fornitura e l'affitto di galere alla Spagna offriva ai genovesi un'ulteriore fonte di reddito, mantenendo la città attivamente impegnata nel Mediterraneo, pur senza sviluppare una flotta mercantile oceanica propria.
Questa dipendenza dal sistema spagnolo rese Genova vulnerabile. Le ripetute bancarotte della monarchia iberica (1557, 1575, 1596) colpirono duramente i mercanti e banchieri genovesi, costringendoli più volte a rinegoziare i propri crediti e a riorganizzare le proprie attività. All'inizio del Seicento, questa crisi di fiducia spinse una parte del patriziato a interrogarsi sulla necessità di diversificare le fonti di reddito della Repubblica, recuperando la vocazione marittima e commerciale che aveva caratterizzato Genova nel Medioevo.
Emerse così una corrente di pensiero riformatrice, spesso indicata come "navalista", che promuoveva un ritorno alla grande navigazione, ispirandosi ai modelli delle compagnie di navigazione privilegiate già attive nei Paesi Bassi e in Inghilterra. Questo gruppo riteneva che Genova, per sopravvivere nel nuovo ordine mondiale sempre più competitivo e dominato da imperi coloniali centralizzati, dovesse dotarsi di strumenti moderni per affrontare il commercio globale.
In questo contesto, l’idea genovese di partecipare al commercio asiatico era stata anticipata da varie proposte teoriche e discussioni circolate già dagli anni Trenta del Seicento. Scritti anonimi come Della necessità, che hà la Repubblica di Genova di armarsi, e testi di autori come Anton Giulio Brignole Sale, contenevano riflessioni sulla possibilità per Genova di ritagliarsi un ruolo nelle nuove rotte oceaniche. Anche nel trattato mercantile di Gio Domenico Peri (Il Negotiante, 1647) si alludeva alla costituzione di compagnie di commercio su modello olandese, sebbene con riferimento al Levante più che all’Asia orientale.

## Fondazione della CGIO
La Compagnia genovese delle Indie Orientali (CGIO) fu formalmente fondata il 13 marzo 1647, quando una deputazione anonima di cinque membri presentò al Senato una richiesta di privilegio per l’esercizio esclusivo del commercio con l'Oriente. La società era già operativa e dotata di un capitale iniziale di circa 100.000 scudi. L'obiettivo dichiarato era quello di aprire nuove rotte commerciali verso il Giappone, i territori vicini e altri "luoghi liberi e praticabili", con la clausola esplicita di non interferire nei monopoli delle altre potenze europee.
La richiesta includeva il riconoscimento di un monopolio della durata di cinquant’anni e severe sanzioni per chiunque avesse violato l’esclusiva. Il Senato accettò la proposta il 4 luglio dello stesso anno, concedendo però un monopolio ridotto a trent’anni. L’iniziativa fu celebrata come un ritorno alla gloria navale dell’antica Repubblica, e come un mezzo per stimolare il commercio e la prosperità generale della popolazione.

### Struttura
La Compagnia si ispirava chiaramente al modello della Verenigde Oostindische Compagnie (VOC) olandese. Essa adottò una struttura azionaria, con quote liberamente trasferibili, e fu promossa in buona parte da mercanti neerlandesi attivi a Genova, primo fra tutti Willem Muilman. Quest’ultimo fu la figura chiave nella costituzione della CGIO: in contatto con il fratello Hendrik, console neerlandese nella città, Muilman riuscì a coinvolgere anche imprenditori locali come Scipione Buonvicino, Gio Tomaso Laviosa e Gio Filippo Cattaneo.

## Fallimento
Tuttavia, l’impresa genovese si rivelò fin da subito politicamente e diplomaticamente rischiosa. Le potenze coloniali già presenti in Asia percepirono la CGIO come una minaccia potenziale. Il Portogallo, in particolare, attivò subito la propria rete diplomatica per informare la VOC e coordinarne la reazione. Già nel luglio 1647, l’ambasciatore portoghese all’Aia, Francisco de Sousa Coutinho, avvertiva i Diciassette della VOC del progetto genovese, suggerendo una linea dura per impedire la sua realizzazione.
Le autorità della VOC e la corona portoghese emisero dunque ordini diretti alle loro rappresentanze in Asia: a Goa e a Batavia fu affidato il compito di bloccare l’iniziativa genovese. Gli olandesi, pur divisi internamente sull’opportunità di reagire con la forza, decisero infine di confiscare le navi genovesi in base al principio della difesa del proprio monopolio commerciale, e forse anche sotto pressione diplomatica del Portogallo.
Nel febbraio del 1648, due navi acquistate nei cantieri olandesi di Texel — la San Giovanni Battista e la San Bernardo — giunsero a Genova con a bordo un equipaggio completamente olandese. Il 5 marzo, dopo aver ricevuto la benedizione dell’arcivescovo, le imbarcazioni salparono alla volta dello Stretto di Gibilterra, dando inizio alla prima e unica spedizione della CGIO.
L’equipaggio e il comando erano integralmente neerlandesi. A capo della missione vi era Jan Maes, esperto navigatore e già attivo per la VOC, affiancato da Jan Benning. I rapporti tra i responsabili della spedizione e i rappresentanti genovesi a bordo — sette nobili senza incarichi ufficiali — erano fin dall’inizio tesi e si deteriorarono ulteriormente nel corso del viaggio. I genovesi sembravano presenti più per osservazione e formazione che per reale comando: il loro ruolo era probabilmente pensato per acquisire esperienza e preparare futuri quadri genovesi capaci di gestire viaggi oceanici.
Durante la navigazione verso l’Asia, le navi fecero tappa in vari porti spagnoli, tra cui Alicante e Malaga. In queste soste alcuni dei nobili genovesi abbandonarono l’impresa, forse scoraggiati dalle difficoltà o consapevoli dei rischi incombenti. I rimanenti giunsero infine, dopo una sosta in Madagascar, nell'area dell'arcipelago malese. Qui, nella baia di Antongil, attesero il monsone per attraversare l’Oceano Indiano e accedere al teatro asiatico vero e proprio.
Nel frattempo, il contesto internazionale era rapidamente mutato. I Diciassette della Compagnia Olandese delle Indie Orientali, allertati dai portoghesi e preoccupati dalla concorrenza genovese, avevano dato ordine di intercettare e sequestrare le navi della CGIO. Il comando olandese a Batavia agì prontamente: al loro arrivo nei pressi di Sumatra, le navi genovesi furono bloccate e catturate. I beni furono confiscati e i membri dell’equipaggio smistati, insieme ai 312.000 reali in lettere di cambio che servivano da finanziamento per la spedizione, con i genovesi autorizzati infine a far ritorno in patria.
La Repubblica di Genova reagì con sdegno alla notizia. L’inviato ufficiale, Gio Stefano Spinola, fu mandato all’Aia con il compito di ottenere o la restituzione delle navi o un risarcimento. Dopo negoziati prolungati e non privi di tensioni, Spinola riuscì infine a ottenere un parziale rimborso per i danni subiti, anche se non fu mai chiaro se il risarcimento coprisse l'intero valore della spedizione.
Il fallimento della CGIO sancì la fine dell’unico tentativo della Repubblica di Genova di inserirsi direttamente nel commercio con l’Asia orientale. Nonostante l’impiego di risorse, modelli organizzativi moderni e competenze straniere, l’iniziativa fu rapidamente stroncata dal blocco esercitato dalle grandi compagnie coloniali già dominanti. Il sogno di un’espansione genovese verso l’oriente naufragò contro la realtà delle gerarchie imperiali dell’età moderna.